# Калабасас-де-Фуентідуенья
Калабасас-де-Фуентідуенья (ісп. Calabazas de Fuentidueña) — муніципалітет в Іспанії, у складі автономної спільноти Кастилія-і-Леон, у провінції Сеговія. Населення — 42 особи (2010).
Муніципалітет розташований на відстані близько 95 км на північ від Мадрида, 35 км на північний схід від Сеговії.

## Демографія
Динаміка населення (INE ):